# Пеги Ешкрофт
Пеги Ешкрофт (енгл. Peggy Ashcroft) била је енглеска глумица, рођена 22. децембра 1907. године у Лондону (Енглеска), а преминула је 14. јуна 1991. године у Лондону (Енглеска).